# Paolo Carignani
Paolo Carignani (Milán, Italia, 13 de octubre de 1961) es un director de orquesta y pianista italiano.
Se diplomó en el Conservatorio Giuseppe Verdi de su ciudad natal en órgano, piano y composición. Posteriormente se formó en dirección de orquesta en Milán con el maestro Alceo Galliera. Su debut como director tuvo lugar en 1987, con la Orquesta Sinfónica de San Remo, tras lo cual estuvo empleado como director asistente en el Teatro Verdi de Trieste. En 1996 dirigió Attila en Macerata, tras lo que obtuvo un contrato para el Teatro de ópera de Zúrich. 
En septiembre de 1997 dirigió, en sustitución de Sylvain Cambreling, la ópera Luisa Miller en la Ópera de Fráncfort. Tras esa presentación fue nombrado Generalmusikdirektor de dicho teatro, puesto que, junto con el de director artístico de la Museumsorchester de Fráncfort, desempeñó entre 1999 y 2008. Durante ese tiempo, Carignani dirigió más de 50 títulos de ópera, junto con numerosos conciertos sinfónicos con la Orquesta.
Ha dirigido conciertos con la Orquesta Filarmónica de Múnich, la Orchestra sinfonica nazionale della RAI, Junge Deutsche Philharmonie, Orquesta Sinfónica Alemana de Berlín, Orquesta Sinfónica de la WDR de Colonia o Radio-Symphonieorchester Wien. Ha sido invitado a dirigir ópera en la Ópera Estatal de Viena, Ópera Estatal de Baviera, De Nationale Opera, Ópera de Zúrich, Royal Opera House en Londres, Ópera Alemana de Berlín, Metropolitan Opera House, Ópera de San Francisco, Ópera de la Bastilla en París, Festival de Glyndebourne, Festival de Salzburgo, Scala de Milán, Norske Opera de Oslo y Gran Teatro del Liceo en Barcelona.
En 2015 dirigió Turandot en el Bregenzer Festspiele, regresando el año siguiente para una nueva producción de Amleto, de Franco Faccio, y en 2017 con Carmen. Debutará en el Teatro Real de Madrid en diciembre de 2017 con una nueva producción de La bohème.